# Szent Gordius
Szent Gordius (? – 304 körül) szentként tisztelt ókeresztény vértanú.
A kappadókiai Kaiszareia városában működött századosként. Galerius római császár keresztényüldözése idején egy nyílt népünnepen kereszténynek vallotta magát. Amikor rá akarták venni, hogy legalább színleg tagadja meg Krisztust, Gordius határozottan elutasítva a csábítást így szólt: „Arra ugyan rá nem vesz senki, hogy ez a nyelv megtagadja Teremtőjét. Avagy a katonai rendnek nem kell törődni az üdvösségével?” Majd hivatkozott a kafarnaumi százados ismert bibliai történetére (Máté 8ː5), Kornéliosz századosnak (ApCsel 10ː1 kk.), illetve a keresztfa alatt hitvallóvá lett pogány századosnak a példájára (Máté 17ː4). Vallomása után Gordiust kivégezték. Ünnepét az egyház január 3-án üli meg.